# アーサー・ビラヌエバ
アーサー・ビラヌエバ（Arthur Villanueva、1989年1月20日 - ）は、フィリピンのプロボクサー。西ネグロス州バゴー出身。第33代OPBF東洋太平洋スーパーフライ級王者。

## 来歴
2008年11月29日、西ネグロス州バコロドでアラン・マグノと両者にとってのデビュー戦を行い、ビラヌエバが3回2分48秒TKOで勝利した。
2010年8月1日、ブリックス・レイとフィリピンGABフライ級王座決定戦を行い、7回2分18秒TKO勝ちを収め王座獲得に成功した。
2011年2月26日、サムエル・アプヤと対戦し、初回2分23秒TKO勝ちを収めフィリピンGABフライ級王座の初防衛に成功した。
2011年4月9日、マーク・アンソニー・ヘラルドとノンタイトル8回戦を行い、2-0（57-57が1者、58-56が2者）の6回負傷判定勝ちを収めた。
2012年3月24日、セブ市のウォーターフロント・セブシティ・ホテル&カジノでレイ・ミグレノとノンタイトル8回戦を行い、3-0の判定勝ちを収めた。
2012年12月19日、後楽園ホールで赤穂亮の王座返上に伴い江藤大喜とOPBF東洋太平洋スーパーフライ級王座決定戦を行い、3-0（114-112が1者、113-112が2者）の判定勝ちを収め王座獲得に成功した。
2013年4月20日、南ダバオ州ダバオでマルコ・デメシージョと対戦し、3-0（118-109が1者、119-108が2者）の判定勝ちを収めOPBF東洋太平洋スーパーフライ級王座の初防衛に成功した。
2013年7月23日、パサイのソレア・リゾート&カジノでアルトゥロ・バディージョとWBOアジア太平洋スーパーフライ級王座決定戦を行い、4回2分3秒TKO勝ちを収め王座獲得に成功した。
2013年10月26日、セブ市のウォーターフロント・セブシティ・ホテル&カジノでエドガル・マルティネスとWBOインターナショナルスーパーフライ級王座決定戦を行い、初回1分49秒KO勝ちを収め王座獲得に成功した。
2014年9月5日、ドバイのドバイ・ワールド・トレード・センターでヘンリー・マルドナドとIBFインターナショナルスーパーフライ級王座決定戦を行い、2-1（117-110、114-113、113-114）の判定勝ちを収め王座獲得に成功した。
2015年6月2日、IBF世界スーパーフライ級王者ゾラニ・テテとIBF世界スーパーフライ級1位のマックジョー・アローヨとの間で行われる予定だった指名試合の対戦交渉が決裂したことを理由にテテが王座を返上した為、アローヨとビラヌエバの間でIBF世界スーパーフライ級王座決定戦を行うよう指令を受けた。
2015年7月18日、テキサス州エルパソのドン・ハスキンズ・コンベンション・センターでゾラニ・テテの王座返上に伴いIBF世界スーパーフライ級1位のマックジョー・アローヨとIBF世界スーパーフライ級王座決定戦を行い、10回2分5秒、プロ初黒星となる0-3（91-98が2者、92-97）の負傷判定負けを喫し王座獲得に失敗した。
2015年8月5日、IBFは最新ランキングを発表し、上述のアローヨ戦に敗れ王座獲得に失敗したビラヌエバをIBF世界スーパーフライ級7位にランクインした。
2017年4月22日、レスターのレスター・アリーナでゾラニ・テテとWBO世界バンタム級暫定王座決定戦を行い、12回0-3（108-119が2者、107-120）の判定負けを喫し王座獲得に失敗した。
2017年9月16日、ウォーターフロント・セブシティ・ホテル&カジノでリッチー・メプラナムと対戦し、メプラナムの4回終了時棄権により再起を果たした。
2017年11月4日、ティフアナのエスタディオ・ガスマートでWBC世界バンタム級王者のルイス・ネリとノンタイトル10回戦を行い、ダウンを奪うも6回1分19秒TKO負けを喫した。
2020年8月18日、所属するフィリピンの名門ボクシングプロモーション「ALAジム」が、テレビ契約を交わしていたテレビ局のABS-CBNが放送免許を更新出来無かったことで、ABS-CBNでのテレビ放送が無くなったため、35年間続いていたプロモーションの閉鎖を決め、所属選手を全て契約解除とすることを発表した。

## 獲得タイトル
- フィリピンGABフライ級王座
- 第33代OPBF東洋太平洋スーパーフライ級王座（防衛1）
- WBOアジア太平洋スーパーフライ級王座
- WBOインターナショナルスーパーフライ級王座
- IBFインターナショナルスーパーフライ級王座